# 2021年西伯利亞礦難
2021年西伯利亞礦難是2021年11月25日发生在俄罗斯克麦罗沃州的一场矿难。當天該礦的通风井起火，产生的浓烟导致40多名矿工窒息。隨後救援人員參與营救被困矿工，但營救時矿井发生爆炸，至少有6名救援人员死亡。